# أليس فريمان
أليس فريمان (بالإنجليزية: Alice Freeman)‏ هي مجدفة بريطانية، ولدت في 6 سبتمبر 1978 في لندن في المملكة المتحدة.

## وصلات خارجية
- أليس فريمان على موقع الاتحاد الدولي للتجديف (الإنجليزية)
- أليس فريمان على موقع اللجنة الأولمبية الدولية (الإنجليزية)
- أليس فريمان على موقع أوليمبيديا (الإنجليزية)